# Scopula arenosaria
Scopula arenosaria là một loài bướm đêm trong họ Geometridae.